# High Point (comté de Hernando, Floride)
Pour les articles homonymes, voir High Point.
High Point est une census-designated place du comté de Hernando, dans l'État de Floride, aux États-Unis,. En 2020, elle compte une population de 3 873 habitants.